# Вальтер, Ханна
Ханна Вальтер (нем. Hanna Walter; 24 ноября 1939 года, Вена, Австрия) — фигуристка из Австрии, серебряный призёр чемпионата мира 1959 года, чемпионка Европы 1959 года, чемпионка Австрии 1959 года в женском одиночном катании.

## Спортивные достижения
| Соревнования/Сезоны | 1953 | 1954 | 1955 | 1956 | 1957 | 1958 | 1959 |
| ------------------- | ---- | ---- | ---- | ---- | ---- | ---- | ---- |
| Зимние Олимпиады    |      |      |      | 7    |      |      |      |
| Чемпионаты мира     |      |      |      | 7    | 6    | 3    | 2    |
| Чемпионаты Европы   |      | 9    | 5    | 5    | 3    | 2    | 1    |
| Чемпионаты Австрии  | 3    |      | 3    |      |      |      | 1    |